# Tomáš Stránský
Tomáš Stránský (11. srpna 1951, Praha – 16. listopadu 1988, Praha) byl český fotbalista, záložník.

## Fotbalová kariéra
V československé lize hrál za Spartu Praha a na podzim 1981 za Zbrojovku Brno. V Poháru vítězů pohárů nastoupil za Spartu 8 utkáních, mj. v roce 1973 v semifinále proti AC Milán. V nejvyšší soutěži odehrál 175 zápasů a vstřelil 29 branek. Od jara 1982 působil v druholigovém TJ DP (drůbežářský průmysl) Xaverov Horní Počernice Praha.

## Ligová bilance
| Ročník                                   | Zápasy | Góly | Klub                          |
| ---------------------------------------- | ------ | ---- | ----------------------------- |
| 1. československá fotbalová liga 1972/73 | 28     | 7    | Sparta Praha                  |
| 1. československá fotbalová liga 1973/74 | 19     | 3    | Sparta Praha                  |
| 1. československá fotbalová liga 1974/75 | 12     | 1    | Sparta Praha                  |
| 2. československá fotbalová liga 1975/76 | -      | -    | Sparta Praha                  |
| 1. československá fotbalová liga 1976/77 | 20     | 5    | Sparta Praha                  |
| 1. československá fotbalová liga 1977/78 | 22     | 2    | Sparta Praha                  |
| 1. československá fotbalová liga 1978/79 | 24     | 7    | Sparta Praha                  |
| 1. československá fotbalová liga 1979/80 | 24     | 3    | Sparta Praha                  |
| 1. československá fotbalová liga 1980/81 | 19     | 1    | Sparta Praha                  |
| 1. československá fotbalová liga 1981/82 | 7      | 0    | Zbrojovka Brno                |
| Česká národní fotbalová liga 1981/82     | 1      | 0    | TJ DP Xaverov Horní Počernice |
| Česká národní fotbalová liga 1982/83     | 3      | 0    | TJ DP Xaverov Horní Počernice |
| Česká národní fotbalová liga 1983/84     | 20     | 3    | TJ DP Xaverov Horní Počernice |
| Česká národní fotbalová liga 1984/85     | 27     | 1    | TJ DP Xaverov Horní Počernice |
| CELKEM 1. liga                           | 175    | 29   |                               |

## Cibulkovy seznamy
Stránský je uveden v Cibulkových seznamech jako tajný spolupracovník a agent StB pod krycím jménem Tom.